# الجزيرة الخضراء (مطوبس)
الجزيرة الخضراء، قرية تابعة لمركز مطوبس بمحافظة كفر الشيخ في جمهورية مصر العربية.

## تاريخ
الجزيرة الخضراء من القرى القديمة، ففي عام 933 هـ/1526 م أصبحت وحدة مالية بزمام خاص بها بعد فصلها عن قرية برمبال. كما وردت في دليل عام 1224 هـ/1809 م أنها من نواحي رشيد.
وكانت القرية تابعة لمركز فوه منذ إنشاءه عام 1896، ولكنها ضُمت إلى مركز مطوبس بعد اقتطاعه من مركز فوه عندما أنشئ عام 1976.

## التقسيم الإداري
قرية سد خميس هي قرية رئيسية بها مقر الوحدة المحلية، ويتبعها 3 قرى فرعية:
1. برج مغيزل.
2. عزب الوقف بحري.
3. عزب الوقف قبلي.

## السكان
بلغ عدد سكان الجزيرة الخضراء 19,795 نسمة، حسب الإحصاء الرسمي لعام 2006.